# Локомотив (волейбольный клуб, Новосибирск)
«Локомотив» (Новосибирск) — советский и российский мужской волейбольный клуб. Основан в 1977 году. До 1996 года выступал под названием «Север», в сезоне-1996/97 — «Славяне-Север». Чемпион России (2019/20), обладатель Кубка России (2010, 2011, 2025), победитель Лиги чемпионов (2012/13).

## История
Команда была создана в 1977 году на базе ПО «Север». В 1981 году под руководством тренера Бориса Перлова начала выступления в первой лиге чемпионата СССР. С 1986 года «Север» — постоянный участник чемпионатов СССР среди команд высшей лиги. В сезоне-1989/90 «Север» показал лучший результат в советский период своей истории, заняв в чемпионате СССР 6-е место. В ноябре 1989 года команда с берегов Оби дебютировала в Кубке Европейской конфедерации волейбола, где добралась до четвертьфинала, уступив в нём будущему обладателю трофея — немецкому «Мёрсу».
После распада СССР «Север» под руководством Владимира Барабанова продолжил выступления в высшей лиге чемпионата России. Заняв по итогам сезона-1994/95 9-е место, сибирский коллектив не сумел войти в число участников образованной в следующем году Суперлиги и в дальнейшем в течение 9 лет не был представлен в элите российского волейбола. В сезоне-1996/97 команда носила название «Славяне-Север». В 1997 году команда была переименована в «Локомотив», в 2000 году Владимира Барабанова на тренерском посту сменил Юрий Короткевич.

### Первые сезоны в Суперлиге
В 2003 году «Локомотив» уверенно выиграл турнир команд высшей лиги «Б», в следующем сезоне стал первым в высшей лиге «А» и завоевал право играть в Суперлиге. Однако закрепиться в ней команда Юрия Короткевича не смогла — несмотря на яркие победы над «Локомотивом-Белогорьем» и «Искрой», сибирский коллектив занял по итогам чемпионата-2004/05 лишь 12-е место.
Вернувшись в Суперлигу через год, новосибирцы снова боролись за выживание, но на сей раз более удачно — 10-е место. Уже в следующем сезоне (2007/08) «Локомотив» под руководством Павла Борща стал четвёртым в чемпионате России. Безусловно, такой прогресс был достигнут благодаря заметному усилению состава — в команде появились самый результативный игрок чемпионата мира-2006 пуэрториканец Эктор Сото, американский доигровщик Рид Придди, блокирующие Алексей Ежов и Константин Пятак, доигровщик Дмитрий Лекомцев, либеро Валерий Комаров. Ярко проявил себя в своём втором сезоне в новосибирской команде украинец с российским паспортом Николай Павлов.
Сохранив в межсезонье 2008 года своих лидеров, клуб из Сибири поменял главного тренера. Наставником «Локомотива» был назначен Владимир Бабакин, работавший ранее в «Ярославиче». В ноябре 2008 года в СКК «Север» прошли решающие матчи Кубка России, по итогам которых «Локомотив» занял 4-е место. Неоднозначным получилось выступление команды в Кубке Европейской конфедерации, где в 1/8 и 1/4 финала новосибирцы начинали с гостевых поражений 0:3 от «Будучности» и «Уникахи», но если в первом случае смогли отыграться с таким же счётом и взять золотой сет, то во втором домашней победы над испанцами 3:1 для выхода в челлендж-раунд не хватило. Весьма неровно железнодорожники играли и в чемпионате России, завершив сезон на 6-й позиции.

### Два Кубка России и Лига чемпионов
Отыграв два года практически одним составом, «Локомотив» под началом нового наставника Андрея Воронкова входил в сезон-2009/10 новой командой; от прежней остались только Рид Придди, Николай Павлов, Андрей Ащев, Алексей Липезин и Валерий Комаров. Сменились оба связующих (вместо Алексея Бабешина и Сергея Макарова пришли Александр Бутько и Константин Лесик), были подписаны контракты с двумя блокирующими: олимпийским чемпионом Пекина-2008 Дэвидом Ли и игроком сборной России Алексеем Казаковым, в команде дебютировали доигровщики Роман Данилов, Александр Корнеев и Николай Леоненко, диагональный Сергей Баранов. В этом сезоне «Локомотив» добрался до финала Кубка России, где в напряжённой равной борьбе уступил казанскому «Зениту», финишировал третьим на предварительном этапе чемпионата России и совсем немного не дотянул до медалей, проиграв в пятиматчевом полуфинале — самом упорном из всех противостояний в сериях плей-офф — белгородским одноклубникам, а в серии за бронзу столичному «Динамо».
Добившись права выступать в Кубке CEV, «Локомотив» отказался от этой возможности, решив сосредоточиться на внутрироссийских соревнованиях. Межсезонье 2010 года вновь было отмечено большим количеством переходов игроков. В частности Рид Придди продолжил карьеру в казанском «Зените», Алексей Казаков и Александр Корнеев — в московском «Динамо», Дэвид Ли и Сергей Баранов — в «Кузбассе», а новичками «Локомотива» стали блокирующий сборной Бельгии Матиас Раймеркерс, связующий Андрей Зубков, диагональный Филипп Воронков, доигровщик Антон Дубровин; вернулись в новосибирскую команду уже ранее выступавшие за неё доигровщик Юрий Шакиров и либеро Евгений Митьков. Старт сезона-2010/11 стал для команды удачным, и 25 декабря 2010 года, находясь в статусе лидера чемпионата России, сибирский клуб впервые в истории выиграл Кубок России, одержав в финале победу над московским «Динамо» со счётом 3:1. В плей-офф чемпионата подопечные Андрея Воронкова не смогли пройти дальше четвертьфинала, однако благодаря победе в Кубке гарантировали себе участие в Лиге чемпионов.
Специально для участия в Лиге чемпионов в «Локомотив» был приглашён центральный блокирующий сборной США Райан Миллар, легионерские вакансии в заявке команды на чемпионат России заполнили словак Лукаш Дивиш и кубинец Майкл Санчес Божулев, призванный заменить на позиции диагонального перешедшего в московское «Динамо» Николая Павлова. В новосибирской команде также дебютировал Денис Бирюков, который в 2011 году вместе со связующим «Локомотива» Александром Бутько в составе сборной России стал победителем Мировой лиги и Кубка мира. 28 декабря 2011 года в Белгороде «Локомотив» во второй раз подряд завоевал Кубок России, обыграв в финале кемеровский «Кузбасс». В дебютном для себя розыгрыше Лиги чемпионов команда претендовала на выход в «Финал четырёх», но на стадии «раунда шести», обменявшись победами с турецким «Аркасом», уступила в золотом сете. В чемпионате России «Локомотив» занял второе место в зоне «Восток» вслед за казанским «Зенитом», которому позже проиграл в полуфинальной серии.
| «Локомотив» — победитель Лиги чемпионов-2012/13 |
| Денис Бирюков, Александр Бутько, Артём Вольвич, Филипп Воронков, Валентин Голубев, Александр Гуцалюк, Лукаш Дивиш, Илья Жилин, Андрей Зубков, Николай Леоненко, Вячеслав Махортов, Маркус Нильссон. Главный тренер — Андрей Воронков. |

Перед началом сезона-2012/13 из «Локомотива» ушли блокирующие Андрей Ащев и Александр Кривец, вместо которых были приглашены Александр Гуцалюк и Вячеслав Махортов. Также покинул команду диагональный Майкл Санчес, которого должен был заменить Клейтон Стэнли, но из-за травмы последнего руководство клуба подписало контракт со шведом Маркусом Нильссоном. Новым капитаном железнодорожников стал олимпийский чемпион Лондона-2012 Александр Бутько. В этом сезоне «Локомотив» добился самого значимого достижения за всё время участия в еврокубках, выиграв Лигу чемпионов. Команда Андрея Воронкова заняла первое место в группе предварительного этапа и получила право стать организатором «Финала четырёх», местом проведения которого был выбран СКК имени Виктора Блинова в Омске. В полуфинальном матче «Локомотив», продемонстрировав быструю, азартную, рискованную игру, со счётом 3:2 взял верх над победителем предыдущего розыгрыша Лиги чемпионов, казанским «Зенитом», а в финале также в пяти партиях обыграл итальянский «Кунео». Самым ценным и самым результативным игроком «Финала четырёх» стал Маркус Нильссон, а лучшим связующим турнира объявлен Александр Бутько. «Сложно было в обоих матчах. Но с „Зенитом“ мы показали более качественный и раскрепощённый волейбол. Два года мы копили злость. И вылили её на площадке без остатка. Соперник-то был давно изучен досконально. Но всё время не хватало самой малости, чтобы дожать „Зенит“», — сказал после этой победы наставник «Локомотива» Андрей Воронков, вскоре возглавивший сборную России.

### Путь к чемпионству в России
После победы в Лиге чемпионов «Локомотиву» ещё 7 лет не удавалось стать сильнейшим в чемпионате России. В триумфальном сезоне-2012/13 железнодорожники уступили «Белогорью» в четвертьфинальной серии до трёх побед, несмотря на то, что по её ходу выигрывали со счётом 2—0, и в итоге заняли в Суперлиге только 5-е место.
В октябре 2013 года «Локомотив» выступил на клубном чемпионате мира в Бетине, где в финальном матче проиграл бразильскому клубу «Сада Крузейро». Для участия в Лиге чемпионов-2013/14 «Локомотиву» была предоставлена wild card. Железнодорожники сложили с себя полномочия сильнейшего клуба Европы ещё на групповом этапе, позволив опередить себя казанскому «Зениту» и итальянскому «Лубе», а после сенсационного поражения в заключительном матче от аутсайдера группы, австрийской «Посойильницы», упустили возможность выйти в челлендж-раунд Кубка Европейской конфедерации волейбола и завершили выступления на европейской арене. Тем временем в чемпионате России железнодорожники также выступали нестабильно, заняв в турнирной таблице регулярного сезона 5-е место, однако к плей-офф национального первенства подошли в оптимальном состоянии — оправился от травм и адаптировался в команде кубинский доигровщик Ореоль Камехо, вышел на пик формы ещё один новичок «Локомотива», диагональный Павел Мороз. В «Финале шести» подопечные Андрея Воронкова выиграли три тяжёлых пятисетовых матча, затем в поединке за золото проиграли со счётом 0:3 казанскому «Зениту» и впервые в своей истории завоевали медали чемпионата России.
Перед сезоном-2014/15 изменения в команде Андрея Воронкова были минимальными. Пополнил команду диагональный Денис Земчёнок, успешно заменявший в составе травмированного Павла Мороза, из «Зенита» перешёл опытный блокирующий Александр Абросимов. «Локомотив» стал серебряным призёром Кубка России, обыграв в полуфинале принимавшее решающую стадию турнира «Белогорье» и уступив в финале «Зениту». Другие турниры сложились для новосибирцев неудачно — в «раунде шести» Лиги чемпионов «Локомотив» проиграл польской «Ресовии», а в 1/4 финала чемпионата России ничего не смог противопоставить «Газпрому-Югре» и в итоге занял 5-е место.
Определённые финансовые трудности вынудили клуб отдать в аренду в южнокорейские клубы Ореоля Камехо и Павла Мороза, а в феврале 2016 года в казанский «Зенит» перебрался капитан железнодорожников Александр Бутько. После окончания чемпионата России-2015/16, в котором «Локомотив» финишировал на 6-м месте, команду покинул главный тренер Андрей Воронков.
В мае 2016 года новым наставником «Локомотива» стал главный тренер сборной Болгарии Пламен Константинов. В межсезонье команду пополнили братья Эрик и Кавика Шоджи (США), вернулись в Новосибирск Николай Павлов и молодые игроки Ильяс Куркаев и Валентин Голубев, находившиеся в аренде в клубе «Енисей». В сезоне-2016/17 «Локомотив» стал финалистом Кубка России и бронзовым призёром национального первенства. В двух следующих сезонах команда выступала неровно и выбывала из борьбы за медали Суперлиги на первой стадии плей-офф.
Перед началом сезона-2019/20 «Локомотив» сохранил всех своих лидеров и улучшил глубину состава: проводившие в команде второй сезон польский связующий Фабьян Джизга и диагональный Константин Бакун получили хорошую конкуренцию со стороны пришедших в межсезонье Константина Абаева и Павла Круглова, а Дмитрий Щербинин стал лидером нового чемпионата по очкам на блоке. Благодаря Марко Ивовичу, Сергею Савину, Алексею Родичеву, Роману Мартынюку и Артёму Ермакову «Локомотив» показал лучшую в Суперлиге общекомандную статистику в приёме. Открытием сезона стал 20-летний блокирующий Дмитрий Лызик, которому удалось надёжно заменить травмированного Ильяса Куркаева. Команда Пламена Константинова впервые в истории выиграла регулярный чемпионат и по регламенту должна была принять на своей площадке «Финал шести», однако из-за распространения коронавирусной инфекции COVID-19 решающая стадия турнира не состоялась, и по решению Всероссийской федерации волейбола «Локомотив» как победитель регулярки был объявлен чемпионом России. В сезоне-2019/20 «Локомотив» также дошёл до полуфинала Кубка Европейской конфедерации волейбола, где выиграл первый матч у петербургского «Зенита», но и этот турнир был остановлен из-за пандемии коронавируса.
Спустя год «Финал шести» чемпионата России всё же состоялся, и «Локомотив» начал его с победы над казанским «Зенитом», открывшей команде путь в полуфинал. Уступив московскому «Динамо», новосибирцы в матче за бронзу оказались сильнее «Кузбасса». В чемпионате России-2021/22 великолепно сыгранный «Локомотив» вновь занял место на пьедестале. В полуфинальном матче железнодорожники обыграли доминировавший на протяжении всего сезона казанский «Зенит» — 3:0, но на следующий день потерпели поражение от «Динамо» — 2:3 и стали серебряными призёрами. В сезоне-2022/23, несмотря на череду травм, «Локомотив» в четвёртый раз подряд оказался на пьедестале почёта чемпионата России, победив в серии за бронзу петербургский «Зенит».

## Результаты выступлений

### Чемпионат СССР
- 1982/83 — первая лига, 3-е место
- 1983/84 — первая лига, 9-е место
- 1984/85 — первая лига, 3-е место
- 1985/86 — первая лига, 2-е место
- 1987 — высшая лига, 11-е место
- 1987/88 — высшая лига, 7-е место
- 1988/89 — высшая лига, 6-е место
- 1989/90 — высшая лига, 10-е место
- 1990/91 — высшая лига, 8-е место

Открытый чемпионат СНГ
- 1991/92 — высшая лига, 12-е место

### Чемпионат России
| Сезон   | Лига                  | Место | И  | В  | П  | С/П    | Главный тренер      |
| ------- | --------------------- | ----- | -- | -- | -- | ------ | ------------------- |
| 1992    |                       | 7-е   | 6  | 1  | 5  | 6:15   | Владимир Барабанов  |
| 1992/93 | Высшая лига (I)       | 6-е   | 26 | 7  | 19 | 35:61  | Владимир Барабанов  |
| 1993/94 | Высшая лига (I)       | 10-е  | 26 | 11 | 15 | 43:54  | Владимир Барабанов  |
| 1994/95 | Высшая лига (I)       | 9-е   | 26 | 12 | 14 | 44:50  | Владимир Барабанов  |
| 1995/96 | Высшая лига (II)      | 8-е   | 40 | 21 | 19 | 73:81  | Владимир Барабанов  |
| 1996/97 | Высшая лига (II)      | 8-е   |    |    |    |        | Владимир Барабанов  |
| 1997/98 | Высшая лига (III)     | 5-е   | 42 | 24 | 18 | 80:69  | Владимир Барабанов  |
| 1998/99 | Высшая лига (III)     | 9-е   | 42 | 19 | 23 | 72:87  | Владимир Барабанов  |
| 1999/00 | Высшая лига «А» (II)  | 10-е  | 42 | 16 | 26 | 64:91  | Владимир Барабанов  |
| 2000/01 | Высшая лига «А» (II)  | 12-е  | 42 | 7  | 35 | 39:113 | Юрий Короткевич     |
| 2001/02 | Высшая лига «Б» (III) | 5-е   | 48 | 33 | 15 | 118:58 | Юрий Короткевич     |
| 2002/03 | Высшая лига «Б» (III) | 1-е   | 48 | 43 | 5  | 139:29 | Юрий Короткевич     |
| 2003/04 | Высшая лига «А» (II)  | 1-е   | 36 | 28 | 8  | 95:35  | Юрий Короткевич     |
| 2004/05 | Суперлига (I)         | 12-е  | 36 | 12 | 24 | 57:85  | Юрий Короткевич     |
| 2005/06 | Высшая лига «А» (II)  | 2-е   | 44 | 32 | 12 | 110:53 | Владимир Шкурихин   |
| 2006/07 | Суперлига (I)         | 10-е  | 23 | 10 | 13 | 42:46  | Павел Борщ          |
| 2007/08 | Суперлига (I)         | 4-е   | 26 | 16 | 10 | 59:42  | Павел Борщ          |
| 2008/09 | Суперлига (I)         | 6-е   | 32 | 15 | 17 | 64:61  | Владимир Бабакин    |
| 2009/10 | Суперлига (I)         | 4-е   | 34 | 20 | 14 | 80:54  | Андрей Воронков     |
| 2010/11 | Суперлига (I)         | 6-е   | 25 | 17 | 8  | 55:39  | Андрей Воронков     |
| 2011/12 | Суперлига (I)         | 4-е   | 22 | 12 | 10 | 49:38  | Андрей Воронков     |
| 2012/13 | Суперлига (I)         | 5-е   | 33 | 22 | 11 | 77:45  | Андрей Воронков     |
| 2013/14 | Суперлига (I)         | 2-е   | 29 | 21 | 8  | 65:36  | Андрей Воронков     |
| 2014/15 | Суперлига (I)         | 5-е   | 33 | 25 | 8  | 78:40  | Андрей Воронков     |
| 2015/16 | Суперлига (I)         | 6-е   | 26 | 15 | 11 | 52:43  | Андрей Воронков     |
| 2016/17 | Суперлига (I)         | 3-е   | 32 | 24 | 8  | 76:46  | Пламен Константинов |
| 2017/18 | Суперлига (I)         | 7-е   | 30 | 15 | 15 | 58:57  | Пламен Константинов |
| 2018/19 | Суперлига (I)         | 5-е   | 32 | 20 | 12 | 71:50  | Пламен Константинов |
| 2019/20 | Суперлига (I)         | 1-е   | 19 | 16 | 3  | 52:21  | Пламен Константинов |
| 2020/21 | Суперлига (I)         | 3-е   | 32 | 21 | 11 | 74:44  | Пламен Константинов |
| 2021/22 | Суперлига (I)         | 2-е   | 30 | 25 | 5  | 80:26  | Пламен Константинов |
| 2022/23 | Суперлига (I)         | 3-е   | 41 | 30 | 11 | 97:58  | Пламен Константинов |
| 2023/24 | Суперлига (I)         | 5-е   | 39 | 31 | 8  | 103:49 | Пламен Константинов |
| 2024/25 | Суперлига (I)         | 6-е   | 30 | 22 | 8  | 76:40  | Пламен Константинов |

### Еврокубки
| Сезон   | Результат                         | И  | В | П | С/П   | Главный тренер      |
| ------- | --------------------------------- | -- | - | - | ----- | ------------------- |
| 1989/90 | 1/4 финала Кубка CEV              | 6  | 5 | 1 | 15:4  | Борис Перлов        |
| 2008/09 | 1/4 финала Кубка CEV              | 6  | 4 | 2 | 13:9  | Владимир Бабакин    |
| 2011/12 | раунд шести Лиги чемпионов        | 10 | 8 | 2 | 27:11 | Андрей Воронков     |
| 2012/13 | победа в Лиге чемпионов           | 8  | 7 | 1 | 22:9  | Андрей Воронков     |
| 2013/14 | 3-е место в группе Лиги чемпионов | 6  | 2 | 4 | 12:13 | Андрей Воронков     |
| 2014/15 | раунд шести Лиги чемпионов        | 10 | 8 | 2 | 25:11 | Андрей Воронков     |
| 2017/18 | раунд шести Лиги чемпионов        | 10 | 7 | 3 | 23:17 | Пламен Константинов |
| 2019/20 | 1/2 финала Кубка CEV              | 7  | 6 | 1 | 19:5  | Пламен Константинов |
| 2020/21 | 2-е место в группе Лиги чемпионов | 6  | 3 | 3 | 11:12 | Пламен Константинов |
| 2021/22 | 3-е место в группе Лиги чемпионов | 6  | 3 | 3 | 11:10 | Пламен Константинов |

## Достижения
Чемпионат России
- Чемпион (1): 2019/20.
- Серебряный призёр (2): 2013/14, 2021/22.
- Бронзовый призёр (3): 2016/17, 2020/21, 2022/23.

Кубок России
- Обладатель (3): 2010, 2011, 2025.
- Серебряный призёр (3): 2009, 2014, 2016.

Лига чемпионов
- Победитель (1): 2012/13.

Клубный чемпионат мира
- Серебряный призёр (1): 2013.

Кубок СССР
- Серебряный призёр (1): 1989.

Победитель Кубка Сибири и Дальнего Востока (13): 1982, 1985, 2000, 2009—2016, 2020, 2021.

## Чемпионы страны в составе «Локомотива»
- 2020: Константин Абаев, Константин Бакун, Фабьян Джизга, Артём Ермаков, Павел Захаров, Марко Ивович, Павел Круглов, Ильяс Куркаев, Дмитрий Лызик, Роман Мартынюк, Алексей Родичев, Сергей Савин, Александр Ткачёв, Дмитрий Щербинин. Главный тренер — Пламен Константинов.

## Сезон-2024/25

### Переходы
- Пришли: связующие Игорь Кобзарь («Зенит» Санкт-Петербург) и Вадим Ожиганов, диагональный Ражабдибир Шахбанмирзаев (оба — «Газпром-Югра»), доигровщики Йоанди Леал («Пьяченца», Италия) и Марко Ивович («Динамо-ЛО»).
- Ушли: связующие Константин Абаев («Верона», Италия) и Игорь Тисевич («Зенит» Санкт-Петербург), диагональный Павел Круглов, доигровщики Мартин Атанасов («Галатасарай», Турция), Денис Карягин («Фенербахче», Турция) и Сергей Савин («Динамо-Урал»).
- Отзаявлены: доигровщики Йоанди Леал («Халкбанк», Турция) и Александр Костадинов («Газпром-Югра», аренда).
- Дозаявлены: доигровщики Евгений Сивожелез и Максим Богатко («Газиантеп», Турция).

### Состав команды
| №                       | Имя                      | Год рождения            | Рост                    |                         |                         |
| Центральные блокирующие | Центральные блокирующие  | Центральные блокирующие | Центральные блокирующие | Центральные блокирующие | Центральные блокирующие |
| ----------------------- | ------------------------ | ----------------------- | ----------------------- | ----------------------- | ----------------------- |
| 4                       | Юрий Бражнюк             | 2002                    | 205                     |                         |                         |
| 16                      | Дмитрий Лызик            | 2000                    | 213                     |                         |                         |
| 20                      | Ильяс Куркаев            | 1994                    | 208                     |                         |                         |
| 21                      | Михаил Вишняков          | 2004                    | 211                     |                         |                         |
| Связующие               |                          |                         |                         |                         |                         |
| 3                       | Вадим Ожиганов           | 1989                    | 201                     |                         |                         |
| 24                      | Игорь Кобзарь            | 1991                    | 196                     |                         |                         |
| Диагональные            |                          |                         |                         |                         |                         |
| 10                      | Ражабдибир Шахбанмирзаев | 1998                    | 197                     |                         |                         |
| 17                      | Илья Казаченков          | 2001                    | 209                     |                         |                         |

| №                                               | Имя               | Год рождения | Рост        |             |             |
| Доигровщики                                     | Доигровщики       | Доигровщики  | Доигровщики | Доигровщики | Доигровщики |
| ----------------------------------------------- | ----------------- | ------------ | ----------- | ----------- | ----------- |
| 7                                               | Евгений Сивожелез | 1986         | 196         |             |             |
| 8                                               | Марко Ивович      | 1990         | 195         |             |             |
| 9                                               | Максим Богатко    | 2001         | 199         |             |             |
| 22                                              | Омар Курбанов     | 2001         | 194         |             |             |
| Либеро                                          |                   |              |             |             |             |
| 1                                               | Роман Мартынюк    | 1987         | 182         |             |             |
| 2                                               | Сергей Мелкозёров | 1997         | 180         |             |             |
| Главный тренер — Пламен Константинов (Болгария) |                   |              |             |             |             |
| Старший тренер — Милен Богданов (Болгария)      |                   |              |             |             |             |

## Молодёжная команда
Команда «Локомотив»-СШОР (ранее — СДЮШОР-«Локомотив»-2, «Локомотив»-ЦИВС) — участник первенства Молодёжной волейбольной лиги:
- пятикратный победитель (2017/18, 2018/19, 2019/20, 2020/21, 2024/25),
- серебряный призёр (2016/17, 2022/23, 2023/24),
- бронзовый призёр (2012/13, 2021/22),
- шестикратный обладатель Кубка лиги (2012, 2013, 2015, 2017, 2019, 2023).

Тренеры команды — Георги Петров и Илья Смирнов.

## Арена
С сентября 2020 года команда проводит домашние матчи в «Локомотив-Арене» (Ипподромская улица, 18), трибуны которой вмещают 5000 зрителей. Ранее «Локомотив» выступал в Спортивно-концертном комплексе «Север» (Учительская улица, 61) вместимостью 3000 зрителей.